# Psydrax graciliflora
Psydrax graciliflora är en måreväxtart som först beskrevs av Elmer Drew Merrill och Lily May Perry, och fick sitt nu gällande namn av Sally T. Reynolds och Rodney John Francis Henderson. Psydrax graciliflora ingår i släktet Psydrax och familjen måreväxter. Inga underarter finns listade i Catalogue of Life.